# Czerwone Żlebki

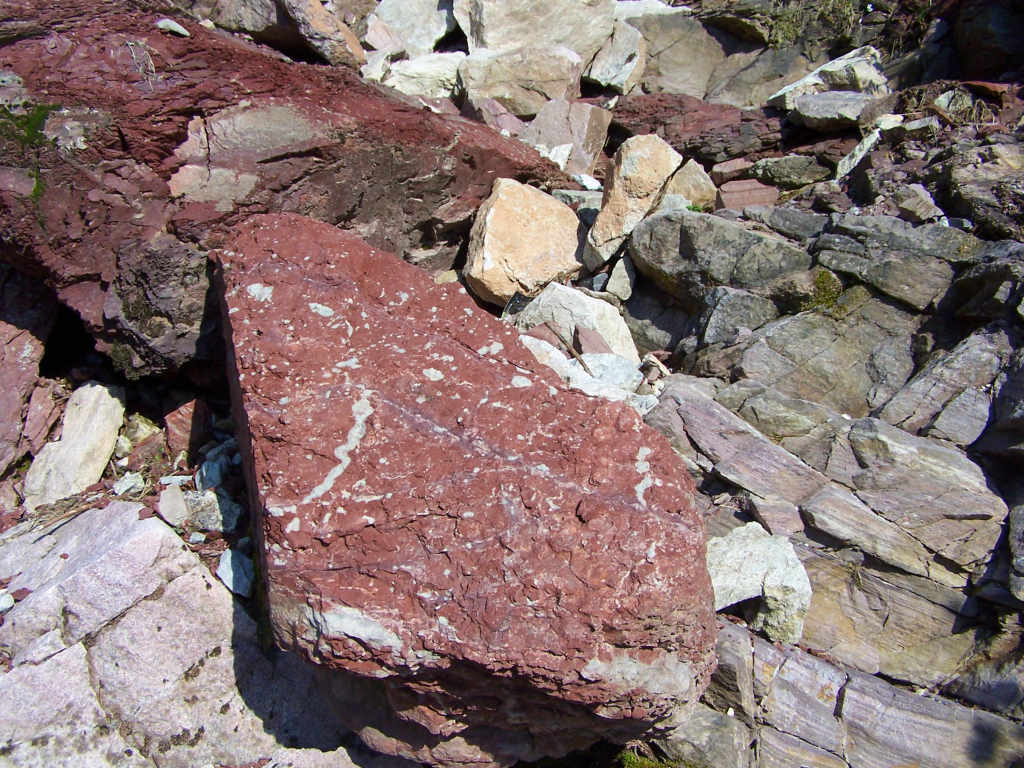
Okruchy skał w Czerwonych Żlebkach zawierające rudę żelaza

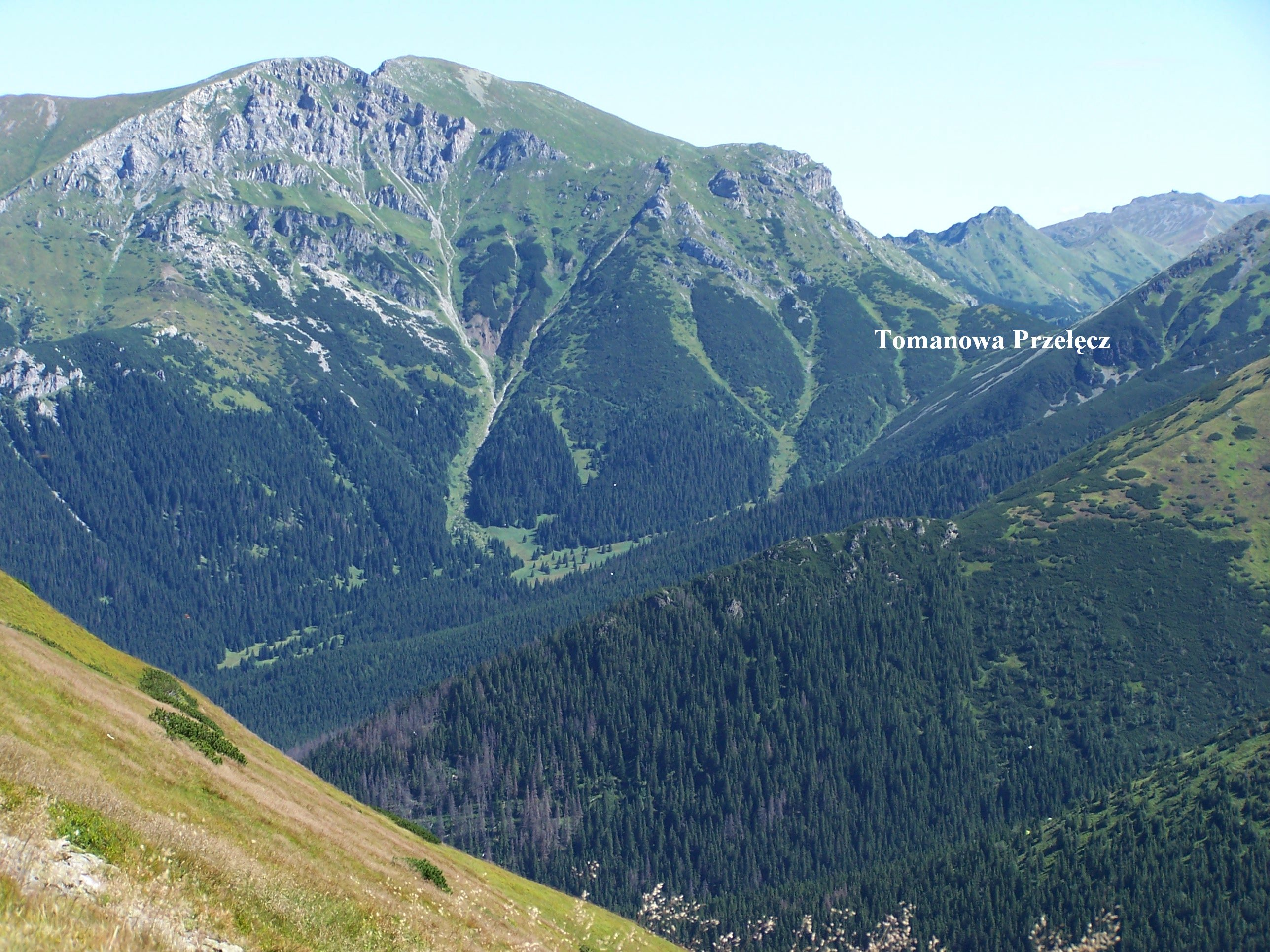
Czerwone Żlebki w zachodniej ścianie Ciemniaka

Czerwone Żlebki – kilka żlebów na zachodnich stokach Ciemniaka z grupy Czerwonych Wierchów w Tatrach Zachodnich. Mają one swój początek w Rzędach, następnie tuż poniżej szlaku turystycznego łączą się w jeden duży Czerwony Żleb, opadający do Doliny Tomanowej w okolicach Wyżniej Polany Tomanowej. Najbardziej lewy z tych żlebków opada spod Małej Przełączki, oddzielając Rzędy od Stołów.
Są to trzy małe, oddzielone niewysokimi skalnymi grzędami żleby i kilka mniejszych ich ramion. Ich charakterystyczny czerwony kolor pochodzi od dużej zawartości rud żelaza. W przeszłości złoża te były eksploatowane i zwożone do huty na polanie Stare Kościeliska. Rudy te pochodzą z wapieni z górnego triasu (kajpru) budujących tę okolicę. Powstawały częściowo w morzu, częściowo na lądzie. W wyniku erozji uległy one wypłukaniu, a zawarte w nich ilaste i żelaziste zanieczyszczenia osiadły na dnie, tworząc osad zwany przez geologów „terra rosa” i czerwone łupki. Czerwone Żlebki wypełnione są tymi łupkami, a także silnie erodującymi piaskowcami ze zlepieńcami, tworzącymi osypliwe piargi.
Rejon Czerwonych Żlebków to miejsce bardzo interesujące dla geologów, przeprowadzono tutaj wiele badań geologicznych. Znaleziono m.in. skamieliny roślin z okresu triasu i odciski dinozaura. Ciekawa jest również flora, szczególnie roślin wapieniolubnych. M.in. stwierdzono tutaj występowanie przewiercienia długolistnego – w Polsce rzadkiego gatunku, szczególnie w Karpatach.

## Szlaki turystyczne
– zielony szlak turystyczny z górnej części Doliny Kościeliskiej. Zaczyna się on przy głównej drodze, tuż poniżej schroniska na Hali Ornak, i prowadzi przez Dolinę Tomanową na Chudą Przełączkę, a stamtąd razem ze szlakiem czerwonym na Ciemniak. Czerwonymi Żlebkami w lecie schodzą czasami kamienne lawiny, zimą zagrożenie lawinami śnieżnymi jest tutaj bardzo duże. Nawet przy ładnej pogodzie trzeba uważać, łatwo można pośliznąć się na osypującym się pod nogami żwirku. Czas przejścia ze schroniska na Ciemniak: 3:40 h, ↓ 2:40 h.